# Ivan Brooks Hollomon
Luitenant-kolonel Ivan Brooks Hollomon (25 december 1922 – Farmington (Connecticut), 29 maart 1992) was een Amerikaanse piloot tijdens de Tweede Wereldoorlog. Daarna werd hij adviseur van de Connecticut Air National Guard.

## Oorlogsjaren

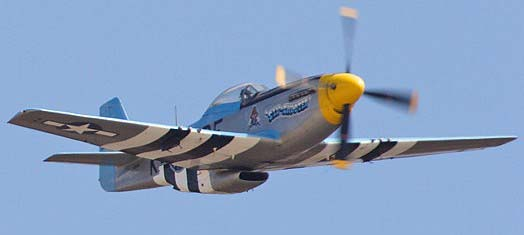

Tijdens de oorlog vloog 'Rock' Hollomon 57 missies. Hij was ingedeeld bij de 359 Fighter Group en vloog in een P-51 Mustang. Op 11 september 1944 escorteerde hij als leider van 369 Squadron Red Flight ruim duizend bommenwerpers naar Duitsland. De gealameerde Duitsers stegen met 500 jagers op en de Mustang van Hollomon werd geraakt. Hij moest het gevecht verlaten en probeerde naar zijn basis terug te keren. Bij Kassel beschoot hij nog twee locomotieven. Iets later werd hij zelf nogmaals beschoten waardoor zijn oliekoelsysteem werd geraakt. Bij Utrecht seinde hij een bericht door dat hij zijn toestel moest verlaten. Bungelend aan zijn parachute zag hij zijn Mustang neerstorten. Het toestel boorde zich in de grond en was nauwelijks meer zichtbaar, waardoor de Duitsers het nooit vonden. Het werd wel gadegeslagen door een boerengezin bij Scharperswijk. Even later kwam Hollomon bij dit gezin van Evert van Dijk en vroeg of zij hem konden verbergen. Hij kreeg een overall zodat hij zijn vliegerskleren kon wegdoen. 's Avonds werd Hollomon het Merwedekanaal overgezet, want hij wilde naar Antwerpen gaan.
Na verschillende onderduikadressen kwam hij aan in Gorinchem, waar hij tot begin november 1944 bij de familie Smulders onderdak vond. 'Rock' verbleef vervolgens enige tijd in een geheime ruimte van de woning van Gerit van Wijngaarden in Giessendam. Gerit voerde Duitse officieren dronken en bracht samen met Bas van Mill uit Boven-Hardinxveld gekleed in de uniformen van de slapende Duitsers in hun auto de piloot over de Merwede. Na het oversteken van de rivier bij Gorinchem, leverden ze hem af bij Adriaan de Keizer en Wim van der Veen, line-crossers van Groep Albrecht. Adriaan bracht hem naar zijn toekomstige schoonouders die op een boerderij buiten Werkendam woonden. Op 5 december werd hij daar opgehaald door Adriaan en zijn verloofde Corrie, die hem zelf naar Drimmelen zouden brengen. Hollomon arriveerde veilig in bevrijd Nederland, Corrie moest er ook blijven en Adriaan Keizer roeide alleen terug. Hollomon keerde veilig in Engeland terug, werd van een andere Mustang voorzien en vloog nog meerdere missies.
Zijn neergestorte Mustang werd in 2005 teruggevonden. Via het wapennummer vond identificatie plaats. De resten van het toestel zijn overgebracht naar het Atlantikwall Museum in Noordwijk.

## Na de oorlog
Zijn eerste daad na de oorlog was het bedanken van de verzetsmensen die hem hadden geholpen. Adriaan de Keizer van Groep Albrecht,
In 1958 verhuisde Hollomon met zijn echtgenote Barbara Trice Hollomon naar Bloomfield. Ze hadden een zoon en twee dochters. Hij werd adviseur van de Connecticut Air National Guard. Na zijn militair pensioen in 1963 werkte hij nog elf jaar voor de overheid. Hij overleed op 69-jarige leeftijd.

## Onderscheiden
- Distinguished Flying Cross
- Air Medal
- Air Force Commendation Medal